# Stazione di Kingston (Londra)
La stazione di Kingston è una stazione ferroviaria posta lungo la ferrovia Twickenham-New Malden, nel quartiere di Kingston upon Thames, nel borgo reale omonimo.

## Storia
La stazione è stata inaugurata il 1º luglio 1863 con il nome di Kingston Town, per distinguerla dalla precedente stazione di Kingston (che è diventata, poi, Surbiton) situata lungo la South West Main Line.
All'epoca era il capolinea della linea ferroviaria di proprietà della società London & South Western Railway che partiva da Twickenham.

Quando, nel 1869, la linea è stata prolungata verso New Malden (per connettersi con la South West Main Line), alla stazione sono state aggiunte delle nuove banchine; questa nuova parte della stazione è stata chiamata Kingston High Level.
La società Southern Railway ha ricostruito e unificato la stazione nel 1935.
Nell'agosto 2010 è stata ristrutturata: l'ingresso, ma non l'atrio, è stato spostato di qualche metro per affacciarsi su Wood Street, invece che sull'angolo formato da Wood Street e Richmond Road, e il negozio indipendente che era presente nella stazione è stato sostituito da un WHSmith e da un Costa Coffee.

## Movimento
La stazione è servita da servizi ferroviari suburbani operati dalla società South Western Railway.

## Interscambi
Gli autobus non fermano all'ingresso della stazione. Tuttavia le autostazioni di Cromwell Road e Fairfield Road distano rispettivamente meno di due e cinque minuti a piedi. Qui effettuano fermata alcune linee urbane automobilistiche, gestite da London Buses.
- Fermata autobus